# Cass Elliot
Cass Elliot, född Ellen Naomi Cohen 19 september 1941 i Baltimore, Maryland, död 29 juli 1974 i London, Storbritannien, även känd som Mama Cass, var en amerikansk sångerska. Cass Elliot var medlem i popgruppen The Mamas & the Papas 1965–1972.

## Biografi
Cass Elliot föddes i Baltimore, men växte upp i Alexandria, Virginia, cirka tio kilometer söder om centrala Washington, D.C. Tidigt på 1960-talet flyttade hon till New York och startade sångkarriären där. Hon startade vissånggruppen The Big Three tillsammans med Tim Rose och James Hendricks. The Big Three blev till The Mugwumps då Tim Rose slutade och ersattes av Denny Doherty.
Då The Mugwumps bröt samman 1964 bildade Cass Elliot och Denny Doherty tillsammans med äkta paret John och Michelle Phillips The Mamas and the Papas. Även om gruppen inte höll samman så länge resulterade samarbetet i klassiska låtar som "California Dreamin' ", "Monday Monday" och "I Saw Her Again". Efter splittringen av The Mamas and the Papas startade Cass Elliot en solokarriär och spelade in och utgav sju album från 1968 till 1973 (ett album tillsammans med Dave Mason).
Den 29 juli 1974 avled Cass Elliot efter en hjärtattack i anslutning till en konsert i London Palladium. 1998 invaldes The Mamas and the Papas i the Rock and Roll Hall of Fame. Cass Elliotts enda barn, dottern Owen, tog emot priset under ceremonin.
Cass Elliots låt "Make Your Own Kind of Music" från 1968 var ledmotiv till den svenska TV-serien I en annan del av Köping som visades på TV4 2007–2010.

## Diskografi (urval)
Album med The Big 3
- 1963 – The Big 3
- 1964 – Live at the Recording Studio

Album med The Mugwumps
- 1965 – The Mugwumps

Album med The Mamas and the Papas
- 1966 – If You Can Believe Your Eyes and Ears
- 1966 – The Mamas & the Papas
- 1967 – The Mamas & The Papas Deliver
- 1968 – The Papas & The Mamas
- 1970 – Monterey Pop Festival (livealbum, inspelad 1967)
- 1971 – People Like Us

Soloalbum
- 1968 – Dream a Little Dream
- 1969 – Bubblegum, Lemonade, And... Something for Mama
- 1969 – Make Your Own Kind of Music (återutgåva av Bubblegum, Lemonade... Something for Mama med hitlåten "Make Your Own Kind of Music" tillagd)
- 1971 – Mama's Big Ones (samlingsalbum)
- 1971 – Dave Mason and Mama Cass (tillsammans med Dave Mason)
- 1972 – Cass Elliot
- 1972 – The Road Is No Place for a Lady
- 1973 – Don't Call Me Mama Anymore